# 卡松古
13°02′S 33°29′E / 13.033°S 33.483°E
卡松古（Kasungu）是马拉维中央区卡松古县的一座城镇，2008年人口估计值为59,696人。卡松古大致位于马拉维首都利隆圭西北部130（81英里），卡松古国家公园东部35（22英里）。主体产业是烤烟。

## 地理
卡松古位于马拉维中部，海拔在1,342（4,403英尺）左右。当地属热带气候，但较为凉爽。雨季是每年的11月-12月至次年3月-4月，5至10月则为旱季。 本镇的年平均降水量在500（20英寸）至1,200（47英寸）左右。

## 社会

### 人口
| 年份        | 人口   |
| ----------- | ------ |
| 1987        | 11,591 |
| 1998        | 26,137 |
| 2008 (est.) | 59,696 |

### 语言
当地人多使用齐切瓦语。

## 交通
提供前往利隆圭和姆祖祖的公共汽车和小面包车。2008年6月，东非中部铁路
公司宣布，计划修建从利隆圭到卡松古的铁路线。